# Contea di Douglas (Wisconsin)
La contea di Douglas (in inglese, Douglas County) è una contea dello Stato del Wisconsin, negli Stati Uniti. La popolazione al censimento del 2000 era di 43 287 abitanti. Il capoluogo di contea è Superior.

## Altri progetti

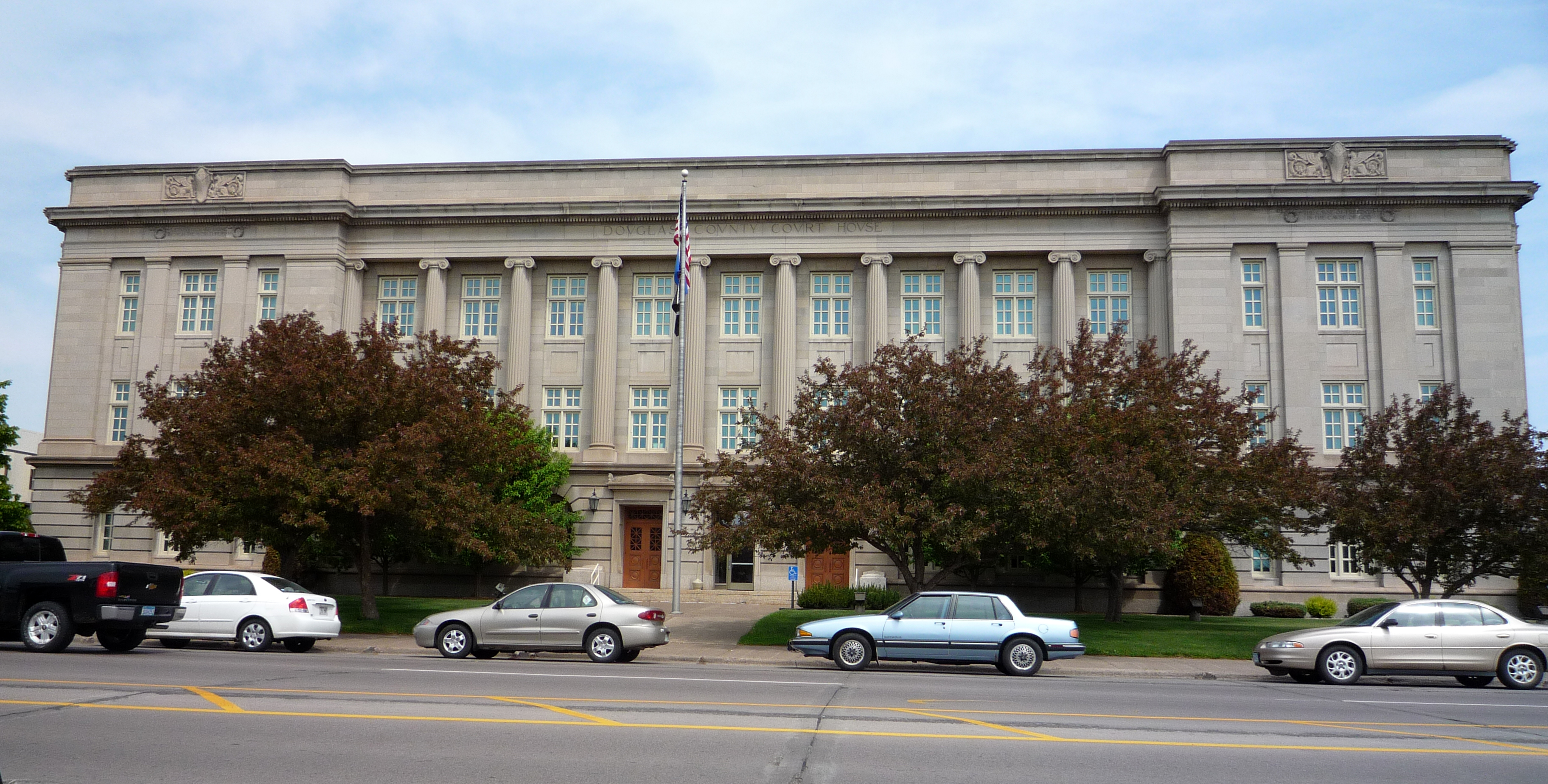
Douglas County Courthouse, Superior.